# Перес, Кенда
Кенда Рей Перес (англ. Kenda Rae Perez; род. 18 мая 1983, Лагуна-Бич) — мексикано-американская фотомодель и телеведущая.

## Биография
Кенда Перес родилась 18 мая 1983 года в Лагуна-Бич, штат Калифорния, США. Отец — Кен Перес, мастер боевых искусств сито-рю; мать — Кей Перес. Кенда провела детство в Оранже, где окончила академию Оранжвуд Адвентист. В качестве фотомодели снималась для журналов «Maxim», «Muscle & Fitness», «Fight!» и других. Финалистка конкурса «Hometown Hotties 2007» журнала «Maxim». В 2008 году вошла в список «20 самых сексуальных женщин в сети» телепередачи «Byte Me» на канале E! channel. В 2013 году заняла 92 место в списке «Hot 100» журнала «Maxim».
С 2009 по 2010 год она работала телеведущей на канале Spike TV, с 2012 года работает на канале Fuel TV в шоу «The Best of Pride Fighting Championships» MMA Ultimate Fighting Championship, в качестве гостя участвовала в нескольких эпизодах передачи «MMA Hour» и «1 vs. 100». В 2013 году снялась камео в эпизоде сериала «UFC Ultimate Insider». Комментировала телетрансляции боев с участием Вандерлея Силвы, Андерсона Силвы, Дэна Хендерсона, Куинтона Джексона и других.

## Личная жизнь
В августе 2017 года родила дочь от бойца UFC Кевина «Каба» Суонсона. В мае 2018 года пара сыграла свадьбу.